# Ramphotyphlops exocoeti
Ramphotyphlops exocoeti — вид змій родини сліпунів (Typhlopidae). Ендемік острова Різдва.

## Поширення й екологія
Ramphotyphlops exocoeti є ендеміками острова Різдва в Індійському океані. Вони живуть у густих тропічних лісах. Ведуть наземний, риючий спосіб життя. Відкладають яйця.

## Збереження
МСОП класифікує цей вид як такий, що перебуває під загрозою зникнення. Hebius celebicus загрожує знищення природного середовища і хижацтво жовтих божевільних мурах (Anoplolepis gracilipes)